# Піскувате (Балаклійський район)
Піскувате — колишнє село у Петрівській сільській раді Балаклійського району Харківської області.
Рішенням виконавчого комітету Харківської обласної Ради від 17 листопада 1986 року село Піскувате знято з обліку.